# Jin Sato
Jin Sato (佐藤 尽 Sato Jin?), född 27 september 1974 i Hokkaido prefektur, är en japansk före detta fotbollsspelare.
Sato började sin karriär 1997 i Yokohama Flügels. Med Yokohama Flügels vann han japanska cupen 1998. 1999 flyttade han till Kyoto Purple Sanga. Efter Kyoto Purple Sanga spelade han för Consadole Sapporo. Han avslutade karriären 2004.